# سانتا پرپتوا د مگدا
سانتا پرپتوا د مگدا (به اسپانیایی: Santa Perpètua de Mogoda) یک شهرستان در اسپانیا است که در استان بارسلون واقع شده‌است.

## خصوصیات
سانتا پرپتوا د مگدا ۱۵٫۸ کیلومترمربع مساحت و ۲۵٬۰۴۸ نفر جمعیت دارد و ۷۴ متر بالاتر از سطح دریا واقع شده‌است.